# Carmela Rey
María del Carmen Sánchez Levi (Xalapa, Veracruz, 7 de diciembre de 1931-Ciudad de México, 13 de febrero de 2018), conocida artísticamente como Carmela Rey, fue una cantante y actriz mexicana.
Una de las últimas intérpretes de Agustín Lara, triunfó como solista en programas de radio y televisión, y grabó exclusivamente para Discos Musart y posteriormente para Discos RCA Víctor. En cine, protagonizó películas como A sablazo limpio (1958), Viva la parranda (1960), Las hijas del Amapolo (1962) y Escuela para solteras (1965).
En compañía de su pareja, el cantante Rafael Vázquez, formó un dueto llamado Carmela y Rafael, «La Pareja Romántica de México», cuyos mayores éxitos se dieron durante las décadas de 1960 y 1970.

## Biografía y carrera
Nació en la capital veracruzana, Xalapa-Enríquez. Sus padres fueron Vicente Sánchez Rebolledo y Dinah Levi Rey. Su nombre artístico lo tomó del apellido de su abuela materna, Isabel Rey. Terminó sus estudios primarios y secundarios en Ciudad de México, y aprendió solfeo, armonía, historia de la música e italiano en el Conservatorio Nacional de Música. Fue alumna de la contralto mexicana Fanny Anitúa.
Inició su carrera participando en algunos recitales en el Palacio de Bellas Artes, pero se casó y se fue a vivir al extranjero. Tiempo después, regresó al medio artístico con series de radio y presentaciones en el centro nocturno Capri. También debutó en la televisión, y uno de sus programas permaneció veintiséis semanas consecutivas en el aire. Su popularidad se extendió a países como Cuba, Colombia y Venezuela.
Su gran belleza y natural simpatía llamaron la atención de los productores cinematográficos Óscar J. Brooks y Ernesto Enríquez, quienes le dieron su primer papel estelar junto al dueto cómico Viruta y Capulina y el bolerista chileno Lucho Gatica en A sablazo limpio (1958), una comedia ambientada en el Imperio español del siglo XVIII. Intervino musicalmente en las películas La mujer marcada y Mi mujer necesita marido, y tuvo una colaboración estelar en Yo pecador (1959), la película biográfica del cantante José Mojica. A estas actuaciones le siguieron tres estelares más, en las películas Viva la parranda, con Miguel Aceves Mejía, Lucho Gatica y Guillermina Téllez Girón; Las hijas del Amapolo, con José Elías Moreno, Lucha Moreno, María Eugenia Rubio y Angélica María; y Escuela para solteras (1965), con Flor Silvestre, Fanny Cano, Alma Delia Fuentes, Lucha Moreno y doña Sara García.

### Muerte
Carmela Rey falleció alrededor de las 9:00 horas el 13 de febrero de 2018. Tenía 86 años. Su nieto reveló que la causa fue un infarto y que «ella estaba dormida, así que cuando la encontramos estaba en su cama; y aunque sufría de hipertensión esta no fue la causa de su deceso». Su marido se hallaba delicado de salud y por ello no pudo asistir al servicio fúnebre. Los restos de la cantante fueron cremados el 14 de febrero.

## Premios
- En 1973, la Compañía Vinícola del Vergel le otorgó el premio Racimo de Oro por enaltecer el nombre de México y de Veracruz.[6]

## Discografía
- Carmela Rey con las orquestas de José Sabre Marroquín y Enrico Cabiati (Musart M270)
- Carmela Rey interpreta a Agustín Lara (Musart D369)
- Carmela Rey - Agustín Lara (RCA Víctor MKL-1600)
- Amar y vivir (Musart 1564)

## Filmografía
- La mujer marcada (1957)
- A sablazo limpio (1958)
- Mi mujer necesita marido (1959)
- Yo pecador (1959)
- Viva la parranda (1960)
- Las hijas del Amapolo (1962)
- Escuela para solteras (1965)